# Porto Feliz
Porto feliz est une ville brésilienne de l'État de São Paulo.